# Forte das Bicas
O Forte das Bicas localizava-se no lugar das Bicas, na vila e freguesia das Velas, concelho de mesmo nome, na ilha de São Jorge, nos Açores.
Em posição dominante sobre este trecho do litoral, constituiu-se em uma fortificação destinada à defesa deste ancoradouro contra os ataques de piratas e corsários, outrora frequentes nesta região do oceano Atlântico.

## História
A "Relação" do marechal de campo Barão de Bastos em 1862 informa que se encontrava em grande ruína e abandonado desde longos anos.
A estrutura não chegou até aos nossos dias.
Pode estar confundido com o Forte de Entre Morros.